# Квантова суперпозиция
Квантова суперпозиция е фундаментален принцип на квантовата механика, според който частица, например електрон, съществува в няколко теоретично възможни състояния едновременно; но когато се измерва или наблюдава, дава резултат, кореспондиращ на само една възможна конфигурация.
Математически това се отнася до решения на уравнението на Шрьодингер, тъй като уравнението на Шрьодингер е линейно, всяка линейна комбинация от решения на дадено уравнение ще бъде и решението му. Такива решения често са ортогонални (т.е. векторите са в прав ъгъл един от друг) също като енергетичните нива на електрона.